# Base Aérea de Ramón
La Base Aérea de Ramón (en hebreo: בסיס חיל האוויר רמון), (transliterado: Bases Hayil HaAvir Ramón), (en español: Base de la Fuerza Aérea Ramón), es una base militar de la Fuerza Aérea de Israel ubicada en el sur de Beersheba, cerca de la ciudad de Mitzpé Ramón. Fue conocida antes con los nombres de Ala 25 y Matred. Fue construida como resultado de la acción conjunta de Israel y la financiación del gobierno de EE. UU. como parte de la redistribución de la IAF a partir de sus bases en la península Sinaí  entregadas a Egipto después de los Acuerdos de 1978 de Camp David. Su actual comandante es el coronel Ziv Levi.

## Unidades
- Escuadrón 113 - operativo AH-64D
- 119a Escuadrón - operativo F-16
- Escuadrón 190a - operativo AH-64
- 201a Escuadrón - operativo F-16
- 253a Escuadrón - operativo F-16